# Master and Servant
Master and Servant ist ein Lied der britischen Band Depeche Mode. Es erschien im August 1984 als Single aus ihrem Album Some Great Reward. Es erreichte hohe Chartplatzierungen, so Platz 9 in Großbritannien und Platz 2 in Deutschland, wurde aber auch aufgrund des Textes kontrovers diskutiert.

## Geschichte
Der Song wurde von Martin Gore geschrieben. Das Lied thematisiert offen sexuelle Praktiken der Unterwerfung und stieß daher auch auf Kritik. So wurde das Stück von vielen Radiostationen in den Vereinigten Staaten nicht gespielt. Auch die BBC hätte beinahe das Stück aus dem Programm genommen – doch befand sich der zuständige Mitarbeiter, der den Ausschluss befürwortete, im Urlaub.
Der Produktionsprozess gehörte nach Erinnerung der Band zu den längsten überhaupt. So soll allein das Abmischen sieben Tage in Anspruch genommen haben. Nach dem Mastering fiel der Band auf, dass der Kanal mit der Snaredrum im letzten Refrain gemutet, also unterdrückt, geblieben war. Der Peitscheneffekt wurde dadurch erzielt, dass Produzent Daniel Miller im Studio ein Zisch- und Spuckgeräusch machte.

## Musikvideo
Das offizielle Musikvideo zeigt am Anfang die Bandmitglieder in einem abgedunkelten Studio in SM-artiger Bekleidung beim Hantieren mit Ketten, Peitschen und ähnlichen SM-Accessoires, die mit Aufnahmen von Hausfrauen und von Baustellen zwischengeschnitten werden und im Mittelteil (von der 1:43-Minuten-Marke bis 2:25) Luftaufnahmen vom damaligen Abgeordnetenhochhaus „Langer Eugen“ in Bonn (Zeitmarke 1:43), Aufnahmen aus dem Deutschen Bundestag im Bonner Bundeshaus, nämlich dem gescheiterten konstruktivem Misstrauensvotum von 1972 gegen Bundeskanzler Willy Brandt (s. Misstrauensvotum#Rainer Barzel gegen Willy Brandt 1972) sowie einer Aufnahme vom damaligen Saal der Bundespressekonferenz in Bonn (1:53). Im Mittelteil werden die Aufnahmen aus dem Bundestag zu 50 % mit den Aufnahmen der Band überblendet. Zum Ausklang ab 2:25 werden die Bilder der Band mit Aufnahmen einer Hochzeit überblendet.

## Rezeption

### Chartplatzierungen
| ChartsChartplatzierungen       | Höchstplatzierung | Wochen |
| ------------------------------ | ----------------- | ------ |
| Deutschland (GfK)              | 2 (17 Wo.)        | 17     |
| Schweiz (IFPI)                 | 8 (9 Wo.)         | 9      |
| Vereinigte Staaten (Billboard) | 87 (3 Wo.)        | 3      |
| Vereinigtes Königreich (OCC)   | 9 (9 Wo.)         | 9      |

| ChartsJahrescharts (1984) | Platzierung |
| ------------------------- | ----------- |
| Deutschland (GfK)         | 33          |